# Petr Čech
Petr Čech (Plzeň, 20 de maio de 1982) é um ex-futebolista tcheco que atuava como goleiro. Atualmente joga hóquei no gelo pelo Belfast Giants, da Irlanda do Norte. É amplamente considerado um dos melhores goleiros que já atuaram na Premier League e um dos maiores goleiros da história do futebol. 
Čech começou como meio-campo e atacante pelo time juvenil do clube de sua cidade natal Viktoria Plzeň em Plzeň, às vezes jogando como goleiro nos jogos. Após dois anos jogando no Rennes, foi vendido para o clube inglês Chelsea. Fez a sua primeira partida em 2004 contra o Fulham e então passou a ser titular da equipe. Foi nomeado o melhor goleiro da Eurocopa de 2004 após ajudar seu país a chegar nas semifinais. Na final da Liga dos Campeões da UEFA de 2011-12, Petr Čech fez, durante os 90 minutos, boas defesas e se mostrou muito seguro, garantindo o empate em 1–1 e ainda defendeu um pênalti cobrado por Arjen Robben no 1.º tempo da prorrogação. O jogo acabou indo para os pênaltis e Čech, mais uma vez, se agigantou embaixo das traves: defendeu duas cobranças e pela 1.ª vez na história do clube, os Blues saíram campeões da Europa.
Considerado por muitos especialistas como um dos melhores goleiros da história do futebol, Čech mede 1,96 m e ostenta atualmente alguns recordes como 855 minutos sem sofrer gols pela Seleção Checa, 1025 minutos sem sofrer gols pelo Chelsea em partidas da Premier League, 24 jogos sem sofrer gols ao longo da vitoriosa campanha do Chelsea na Premier League de 2004-05 e 202 jogos sem sofrer gols na Premier League.
Petr Čech sofreu uma grave lesão na cabeça após uma colisão com o jogador Stephen Hunt do Reading em 14 de outubro de 2006 em partida válida pela Premier League. Ao ser atingido pelo joelho do adversário, Čech sofreu afundamento de parte do crânio necessitando submeter-se à uma cirurgia de emergência. Retornou aos campos em 2007 contra o Liverpool, usando sempre um "capacete" protetor, o mesmo de Cristian Chivu.
Čech foi nomeado o melhor goleiro do futebol europeu pela UEFA em 2005, 2007, 2008 e 2012. Em 2005, além de conquistar o primeiro de seus quatro títulos da Premier League, também foi nomeado o melhor goleiro do mundo pela IFFHS.[carece de fontes?] Defendendo o Chelsea, conquistou as duas principais competições da Europa, a Liga dos Campeões da UEFA em 2012 vencendo o Bayern de Munique nos pênaltis e a Liga Europa da UEFA em 2013 batendo o Benfica por 2 a 1, com um gol no último minuto de Branislav Ivanović.

## Carreira
Nascido em Plzeň na Tchecoslováquia, Čech começou a jogar futebol com sete anos pelo Škoda Plzeň. Em seus primeiros dias, ele jogou como atacante, posteriormente ele passou a jogar como goleiro. Čech foi jogar na Liga Gambrinus, pela equipe FK Chmel Blšany em Junho de 1999 e fez sua estreia no campeonato aos 17 anos, em outubro de 1999, em uma derrota por 3 a 1 contra o Sparta.

### Sparta Praha
Čech assinou um contrato com o Sparta Praha em 18 de janeiro de 2001, embora tenha permanecido em Blšany até o final da temporada 2000-01. Seu novo contrato o ligava ao Sparta até junho de 2006. Čech fez sua estreia como profissional com dezessete anos pelo FK Chmel Blšany em 1999. Čech realmente chegou a maturidade na temporada 2001-02 depois de uma transferência por €700,000 ao Sparta Praha. Em novembro de 2001, Čech bateu o recorde de Theodor Reimann por ficar 855 minutos sem sofrer gols. Seu recorde foi batido por Marcel Melecký do Bohemians em 17 de novembro de 2001, ficando 903 minutos sem sofrer gols.
Apesar de Čech não conquistar o título da liga, na primavera de 2002, com o Sparta Praha, ele atraiu interesse de clubes ingleses como Arsenal, devido as suas boas atuações pela seleção nacional. No entanto, devido a dificuldades na obtenção de uma visto de trabalho, o acordo não deu certo.

### Rennes
Em julho de 2002, Čech foi para o clube francês Stade Rennes, assinando um contrato de quatro anos para uma taxa de transferência relatada como 150 milhões de Kč.
Em suas duas temporadas na França, Čech se acostumou com a pressão exercida sobre os jogadores estrangeiros, especialmente os goleiros. Durante sua primeira temporada na França, ele foi premiado com o homem do jogo contra o Paris Saint-Germain pelo jornal L'Équipe. Em maio de 2003, o Rennes esteve nas últimas posições da tabela por várias rodadas e precisava de uma vitória no último jogo no temporada para garantir a permanência na Ligue 1. O Rennes escapou de rebaixamento na última rodada com uma vitória sobre o Montpellier.

### Chelsea
Čech teve uma reunião com o Chelsea em 2003. Foi Claudio Ranieri, então técnico do Chelsea, que decidiu que Čech seria sua escolha como substituto de Carlo Cudicini. Após a oferta original ter sido rejeitada, o Rennes aceitou uma segunda em fevereiro. Čech concordou com um transferência de verão para o Chelsea por 7 milhões de libras, assinando um contrato de cinco anos, com início em Julho de 2004. Esta transferência o fez se tornar o goleiro mais caro da história do Chelsea. A transferência de Čech do Rennes foi identificado como "suspeita" durante o inquérito de Stevens, publicado em junho de 2007, devido à falta de cooperação dos agentes Pini Zahavi e Barry Silkman.

#### 2004–05
Quando Čech chegou ao Chelsea, Carlo Cudicini estava consolidado como o primeiro goleiro do Chelsea. No entanto, Cudicini sofreu uma lesão no cotovelo durante a pré-temporada que permitiu a Mourinho promover Čech ao time titular. Čech se tornou o guarda-redes titular na sua primeira temporada. Ele não sofreu gols em sua estreia na Premier League, vencendo por 1-0 o Manchester United.

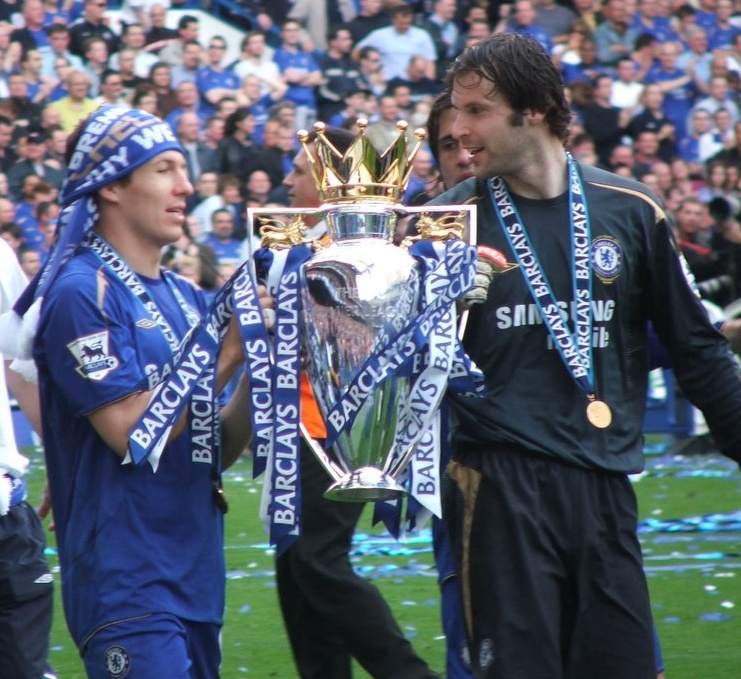
Petr Čech e Arjen Robben comemorando o título da Premier League de 2006.

Em 5 de março de 2005, Čech estabeleceu um novo recorde na Premier League de 1025 minutos sem sofrer gols. Este recorde seria quebrado por Edwin van der Sar, do Manchester United. Čech sofreu um gol de Leon Mackenzie, do Norwich, depois de manter um recorde no campeonato desde 12 de dezembro de 2004, quando Thierry Henry marcou para o Arsenal. Foi dado um prêmio especial a Čech pelo recorde de 21 partida sem sofrer gols na Premier League, e ele também recebeu a Luva de Ouro no final da temporada 2004-05. A equipe, depois de ter concedido a apenas 15 gols em toda a temporada, também estabeleceu um novo recorde.

#### 2005–06
Chelsea manteve o título na Premier League da temporada 2005-06, com Čech jogando em 34 jogos do campeonato. Chelsea sofreu apenas 22 gols durante a temporada de League. Em janeiro de 2006, ele foi eleito o melhor guarda-redes do mundo pela IFFHS em 2005.
Čech renovou o contrato por dois anos em fevereiro de 2006, mantendo-o no clube até 2010. Čech terminou o mês de fevereiro, sendo nomeado o melhor jogador checo do ano pela primeira vez.

#### 2006–07
Čech sofreu uma pequena cirurgia no ombro em 27 de junho de 2006 para reparar uma lesão de longa data decorrente da temporada anterior. Čech voltou à ação em 27 de agosto de 2006.

#### Acidente
Em 14 de outubro de 2006, Čech, se lesionou em uma dividida com Stephen Hunt dentro da área do Chelsea no primeiro minuto de um jogo do campeonato inglês no Estádio Madejski. O joelho direito de Hunt bateu contra a cabeça de Čech, deixando-o necessitando de tratamento. Čech foi deixou o campo depois de alguns minutos e substituído por Carlo Cudicini, Čech ficou inconsciente depois do jogo. John Terry, que terminaria indo ao gol após Cudicini também se machucar, marcou o gol da vitória da equipe. Čech passou por uma cirurgia e foi diagnosticado uma fratura de crânio. Inicialmente, não foi percebida a gravidade da lesão, os médicos relataram mais tarde que quase custou a vida de Čech. Como resultado da colisão, ele sofreu dores de cabeça intensas e foi avisado pelo seu médico que voltar logo para o futebol poderia ser arriscado. Falando pouco depois, o pai de Čech alegou que seu filho estaria fora do futebol por um ano.
O técnico do Chelsea José Mourinho culpou Hunt pela lesão de Čech, dizendo:
| “ | A dividida foi uma desgraça. Ele tem sorte de ainda estar vivo. | ” |

Ele também criticou a South Central Ambulance Service NHS Trust e o árbitro Mike Riley. Uma série de comentadores, incluindo goleiros atuais e antigos, viu o incidente como uma forma de destacar a necessidade de maior protecção para os guarda-redes.
Após o tratamento no hospital, Čech voltou para o Chelsea no dia 24 de outubro de 2006 e na semana seguinte ele passou por um período de treinamento leve. No entanto, o Chelsea anunciou que o goleiro estaria fora por três meses, de acordo com os médicos sobre o tempo necessário para a completa recuperação da fratura de crânio. Em uma entrevista à Chelsea TV, Čech disse que ele não tinha nenhuma memória da própria lesão.

#### Retorno
Čech fez seu retorno em uma partida da Premier League contra o Liverpool, em 20 de janeiro de 2007, em que o Chelsea perdeu por 2 a 0, vestindo uma headguard feito pela Canterbury of New Zealand, uma empresa especializada em equipamento de proteção para rugby, e inclui proteção de espuma extra de plástico polímero para cobrir as áreas de seu crânio enfraquecidos pela colisão. O Scrum cap de Čech ostentava um logotipo da Canterbury, o que causou atrito com a Puma, fabricante do material esportivo da Seleção Checa e com a Adidas, fabricante do material esportivo do Chelsea, que viam o logotipo da Canterbury como propaganda para outra empresa. A solução foi encontrada quando a Adidas desenvolveu seu próprio capacete por Čech para usar em jogos do clube, enquanto o jogador passou a vestir um capacete sem marca para os jogos da equipe nacional.
Desde a lesão, Čech continuou a usar o scrum cap devido à estrutura óssea do seu crânio estar mais fraca.
Embora o Chelsea tenha perdido por 2-0 no retorno de Čech, ele passou cerca de 810 minutos de jogo Premier League sem sofrer qualquer golo. Em 11 de abril de 2007, Čech foi condecorado com a Premier League Player of the Month pela primeira vez em sua carreira, em reconhecimento de oito jogos sem levar gols sucessivos. Ele também foi o primeiro goleiro a receber o prêmio desde Tim Flowers em 2000. Esta sequência foi encerrada durante uma vitória do Chelsea por 4 a 1 sobre o West Ham United em 18 de abril de 2007, quando Carlos Tévez marcou contra ele.
Čech também fez uma partida sem sofrer gols pelo Chelsea na final da Copa da Inglaterra de 2007 contra o Manchester United. Ele e Edwin van der Sar do United foram os primeiros goleiros a ficar 90 minutos sem sofrer gols em um jogo oficial, mas Čech tornou-se o primeiro goleiro a terminar um jogo competitivo invicto, no novo Estádio de Wembley, o Chelsea venceu por 1 a 0 o United ganhando a Taça de Inglaterra.

#### 2007–08
Čech começou a temporada 2007-08 sofrendo dois gols contra o Birmingham City no primeiro jogo da temporada. Apesar disso, o Chelsea conseguiu vencer por 3-2 e estabeleceu um recorde Inglês na sua 64ª partida do campeonato invicto consecutivo em casa.
Em novembro de 2007, Čech sofreu uma lesão no músculo da panturrilha direita no 0 a 0 pela Liga dos Campeões da UEFA diante do Schalke 04. No mês seguinte, em 23 de dezembro de 2007, ele foi substituído durante uma partida contra o Blackburn Rovers, devido a uma lesão no quadril.
Chelsea sofreu sua primeira grande derrota quando perdeu a final da Copa da Liga para o Tottenham Hotspur, com Čech sofrendo gols de Jonathan Woodgate e Berbatov. Ele jogou em vários jogos até a véspera de um jogo em casa na Liga dos Campeões em que o Chelsea empatou com o campeão grego Olympiacos, quando ele machucou o tornozelo no treinamento. Nas semanas que se seguiram, Čech perdeu jogos importantes da temporada do Chelsea, incluindo o derby com o Arsenal e as duas partidas pelas quartas de final da Liga dos Campeões.
Em 7 de abril de 2008, foi anunciado que Čech havia passado por uma cirurgia de emergência no queixo e lábios após uma colisão acidental com Tal Ben Haim durante o treinamento. Ele recebeu 50 pontos na cirurgia, depois de ter perdido 22 jogos nesta temporada devido a lesões, Čech disse que esperava voltar em campo dentro de algumas semanas. Ele voltou à ação em 14 de abril, em uma partida em casa contra o Wigan, que o Chelsea empatou em 1 a 1.
Ele jogou a final da Liga dos Campeões contra o Manchester United, onde o jogo terminou 1 a 1. Nos pênaltis, Čech defendeu uma cobrança de Cristiano Ronaldo que tentou enganá-lo dando uma paradinha, mas mesmo assim não evitou a derrota na final por 6 a 5.

#### 2008–09

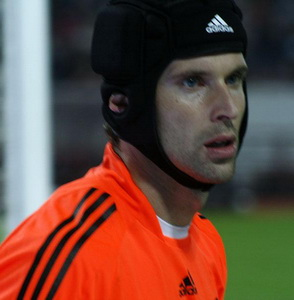
Petr Čech em 2008 pelo Chelsea.

Čech assinou um novo contrato de cinco anos, em julho de 2008, mantendo-o no Chelsea até 2013. Čech começou a temporada 2008-09 em boa forma, sofrendo apenas 7 gols em 17 jogos e passando 11 partida sem sofrer gols, dez dos quais com Čech na baliza.
Em novembro de 2008, o Chelsea bateu o Sunderland por 5 a 0 em Stamford Bridge, resultado que deu Čech 100 partidas sem sofrer gols. Čech fez uma partida sem sofrer gol em uma vitória por 1 a 0 sobre a Juventus na Liga dos Campeões em sua partida de número 200 pelo clube, e ele também atuou na vitória por 1 a 0 no Villa Park contra o Aston Villa, defendendo chutes de Gabriel Agbonlahor e Gareth Barry. Na semana seguinte, Čech ajudou o Chelsea ir em segundo lugar na tabela após bater seu adversário Wigan Athletic no Stamford Bridge por 2 a 1, com boas defesas de Čech em chutes de Paul Scharner no primeiro semestre.
Čech ficou mais partidas sem sofrer gols nas vitórias do Chelsea contra o Portsmouth e Coventry City e o Chelsea consolidou a sua posição na Premier League, enquanto progredia nas semi-finais da Copa da Inglaterra. Čech também defendeu chutes de Dirk Kuyt e Xabi Alonso e o Chelsea bateu o Liverpool por 3 a 1 em Anfield, em jogo de ida da Liga dos Campeões nas quartas de final. Em um jogo da Premier League fundamental em abril de 2009, com o Chelsea liderando confortavelmente por 4-0 contra o Bolton Wanderers, o treinador Guus Hiddink tirou tanto Didier Drogba e Frank Lampard apenas para o Bolton marcar três gols no final, que fizeram a defesa do Chelsea e, em particular Čech serem questionados. No entanto Čech respondeu quando ele defendeu um pênalti de Mark Noble na vitória por 1-0 do Chelsea no Boleyn Ground contra o West Ham United . Ele também não sofreu gols no próximo jogo contra o Barcelona na semifinal da Liga dos Campeões jogo da primeira mão. Depois de uma vitória por 3 a 2 contra o Sunderland no Stadium of Light, Čech e Chelsea terminou a temporada com a melhor defesa da Premier League, juntamente com Manchester United, tendo sofrido apenas 24 gols ao longo da temporada. Apesar de sofrer o gol mais rápido da final da Copa da Inglaterra, Čech ajudou o Chelsea a conquistar a Copa da Inglaterra de 2009 sobre o Everton. Chelsea venceu por 2 a 1, com Čech ganhando o seu sétimo troféu no clube.
O ex-treinador Luiz Felipe Scolari acusou Čech, Michael Ballack e Didier Drogba de causar sua demissão, dizendo que eles "não aceitaram meus métodos de treinamento ou suas exigências". Scolari também alegou que houve uma discussão entre ele e o goleiro tcheco sobre uma suposta insistência deste último em ter um treinador profissional de goleiros. Čech negou as alegações, dizendo que estava desapontado com Luiz Felipe Scolari, porque nunca na sua vida teve um treinador pessoal de goleiros.

#### 2009–10
Čech começou a temporada 2009-10 batendo o Manchester United na final da Supercopa da Inglaterra, em Wembley. Com o nível do jogo em 2 a 2 no final do tempo normal, Čech defendeu pênaltis de Ryan Giggs e Patrice Evra. Čech se manteve na sequência de seis vitórias do Chelsea, que abriu a temporada e colocou-os no topo da tabela da Premier League. No entanto, em 26 de setembro de 2009, Čech foi expulso e, ao mesmo tempo, sofreu o pênalti decisivo marcado por Hugo Rodallega, na derrota para o Wigan Athletic, que quebrou a sequência e perdeu a liderança do campeonato para o Manchester United. Em 27 de fevereiro de 2010, Čech sofreu uma lesão no músculo da panturrilha na Liga dos Campeões contra a Internazionale. Em 13 de abril, contra o Bolton, Čech fez a sua 100º partida na Premier League sem sofrer gols. Ele ganhou seu segundo prêmio Globo de Ourona temporada, depois de fazer 17 partidas sem sofrer gols na Premier League. Ele concluiu sua temporada, defendendo um pênalti contra o Portsmouth na final da Copa da Inglaterra. 

#### 2010–11
Čech sofreu uma lesão na panturrilha na pré-temporada do Chelsea, a repetição de uma lesão sofrida contra a Internazionale na temporada anterior. Um porta-voz do Chelsea confirmou: Čech ficará fora por cerca de um mês após exames mostraram uma lesão em sua panturrilha direita. Ele deverá perder o resto da pré-temporada. Čech, posteriormente, perdeu as três semanas seguintes, incluindo a derrota por 3 a 1 do Chelsea para o Manchester United na Supercopa da Inglaterra. Ele retornou em 14 de agosto e não sofreu gols contra o West Bromwich Albion na vitória por 6 a 0. Čech, em seguida, continuou invicto contra o Arsenal vencendo o jogo por 2 a 0. Čech fez sua terceira partida sem sofrer gols em um empate por 0 a 0 no Villa Park contra o Aston Villa. Em 7 de março, Čech fez sua 300º partida pelo Chelsea, contra o Blackpool na Premier League, que o Chelsea acabou por vencer por 3 a 1. Em 19 de maio, Čech foi agraciado como Jogador do Ano do Chelsea pela primeira vez, mais de 28 mil fãs votaram para o prêmio, que foi entregue pelo treinador Carlo Ancelotti. 

#### 2011–12
Čech começou o jogo de abertura do Chelsea de 2011-12 na Premier League empatando com o Stoke City, que terminou 0 a 0. Em 18 de agosto de 2011, Čech foi afastado por até quatro semanas depois de ter sofrido uma lesão no joelho no treinamento. Ele fez o seu regresso três semanas mais tarde contra o Sunderland em que o Chelsea venceu por 2 a 1. Ele não sofreu gols no primeiro jogo da Liga dos Campeões da temporada com o Chelsea vencendo o jogo por 2 a 0 o Bayer Leverkusen. Em 27 de fevereiro, Čech foi anunciado como o melhor jogador tcheco do ano de 2011, ganhando o prêmio pela quinta vez. Em 24 de março, Čech completou 250 jogos da liga pelo Chelsea, numa partida contra o Tottenham Hotspur, que resultou em um empate em 0 a 0 no Stamford Bridge. Čech teve a sorte de escapar de um cartão vermelho contra o Tottenham Hotspur em Wembley na Semi-Final da FA Cup que o Chelsea venceu por 5-1. Čech, em seguida, três dias mais tarde não sofreu gols contra o Barcelona, na primeira mão da semi-final da Liga dos Campeões, fazendo algum boas defesas para negar ao Barcelona seu objetivo. Uma semana depois Čech desempenhou um papel fundamental no empate 2-2 do Chelsea no Camp Nou, onde Chelsea jogou com dez homens durante boa parte do jogo. Na Final da Liga dos Campeões da UEFA de 2011-12 contra o Bayern de Munique fez defesas importantes durante o tempo normal que terminou 1 a 1. Defendeu um pênalti de Arjen Robben no tempo extra, e dois pênaltis na disputa de pênaltis que terminou 4 a 3 para o Chelsea, resultando na primeira Liga dos Campeões da UEFA na história do clube inglês. Čech foi nomeado Homem do Jogo pelos torcedores seguindo seu desempenho heroico na meta para os Blues. Ao vencer a Liga dos Campeões, Čech tornou-se o quarto Tcheco a vencer a competição. Em 28 de maio, o goleiro assinou um novo contrato de quatro anos com o Chelsea, mantendo-o no clube até a temporada 2015-16.

#### 2012–13

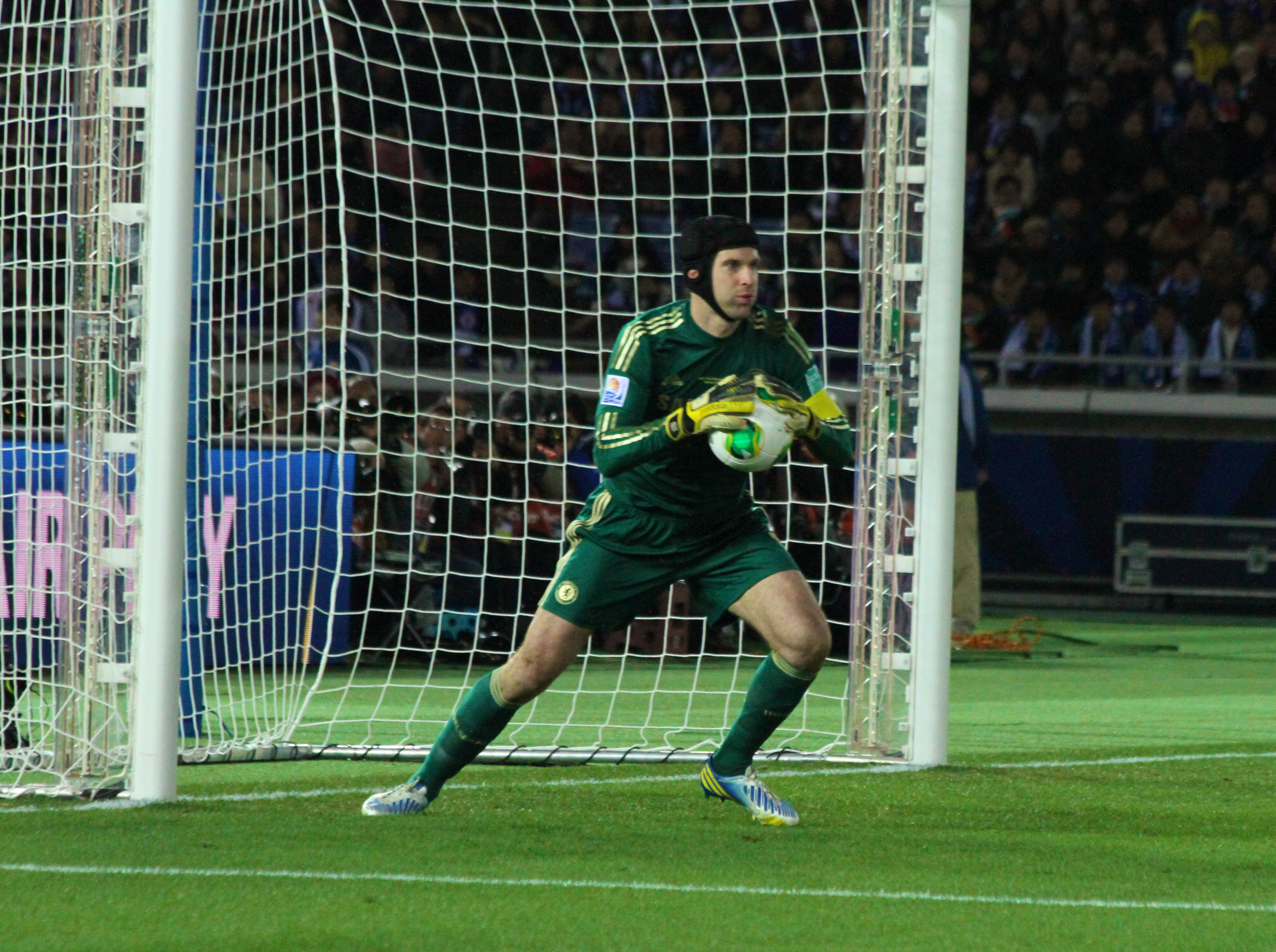
Petr Čech no Mundial de Clubes da FIFA de 2012 pelo Chelsea.

Čech começou o primeiro jogo do Chelsea da temporada 2012-13 na Supercopa da Inglaterra contra o Manchester City, mas não conseguiu evitar a derrota do Chelsea por 3 a 2 com gols de Yaya Touré, Carlos Tévez e Samir Nasri. Ele também participou da última Supercopa da UEFA jogada em Mônaco no Stade Louis II, no qual sofreu quatro gols, quando o Chelsea foi derrotado por 4-1 para o Atlético de Madrid. Em outubro de 2012, Čech assumiu a braçadeira de capitão do time devido a John Terry estar cumprindo uma suspensão de quatro jogos. Em dezembro de 2012, foi vice-campeão mundial para o Corinthians. Em maio de 2013, ele ganhou a Liga Europa da UEFA quando o Chelsea derrotou o Benfica por 2 a 1 na final.

#### Despedida
Em 18 de março de 2014, Čech fez seu jogo de número 100 na Liga dos Campeões da UEFA, em uma vitória por 2 a 0 sobre o Galatasaray em Stamford Bridge. Čech terminou a temporada como vencedor da Luva de Ouro da Premier League, junto com o goleiro Wojciech Szczęsny do Arsenal. O lugar de Čech como goleiro titular do Chelsea foi ocupado no início da temporada 2014-15 por Thibaut Courtois. Isto foi possivelmente devido às preocupações de longa data com lesões em seu ombro, costas e joelhos. Em 1 de março de 2015, Čech começou no gol na final da Copa da Liga contra o Tottenham Hotspur, mantendo uma atuação segura na vitória por 2-0 para ganhar o troféu pela terceira vez em sua carreira. O último título de Čech pelo Chelsea foi a Premier League de 2014-15.

### Arsenal

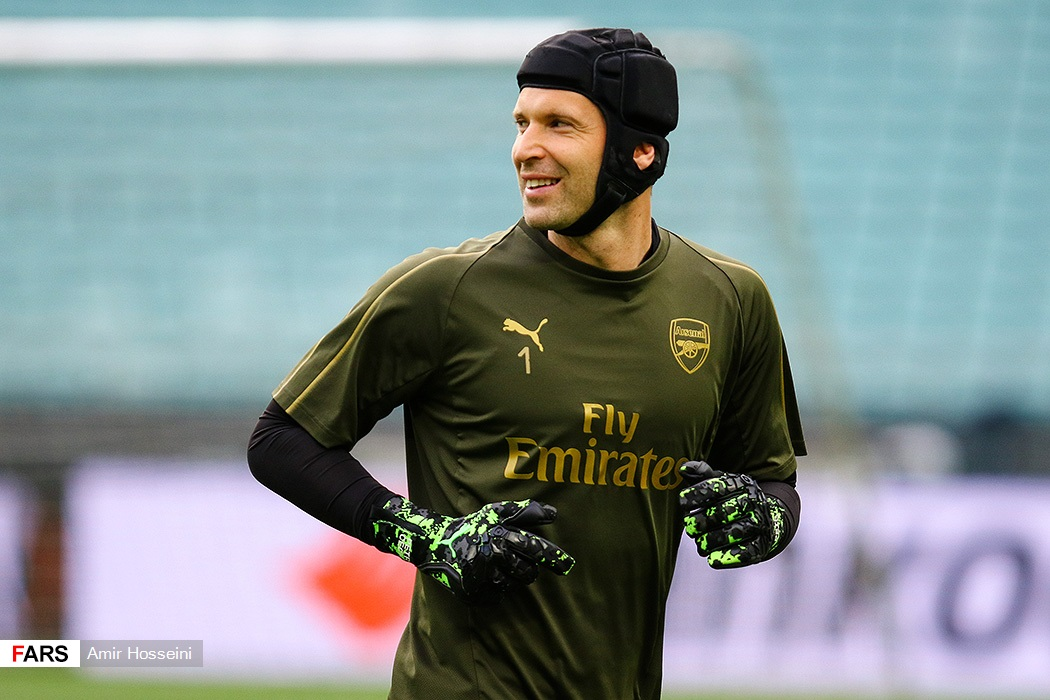
Petr Čech em 2019 pelo Arsenal.

Em 29 de junho de 2015, o Arsenal oficializou a contratação do goleiro por valores e duração do vínculo não divulgados. Čech registrou 170 jogos sem sofrer gols na Premier League em 28 de dezembro de 2015, estabelecendo um novo recorde da liga e ultrapassando o recordista anterior, David James. Em 2017, conquistou a Copa da Inglaterra pela quinta vez em sua carreira contra sua ex-equipe, o Chelsea.

#### Aposentadoria
Em 15 de janeiro de 2019, Čech anunciou em uma nota no Twitter que iria se aposentar ao fim da temporada em maio de 2019. Em sua despedida dos gramados, no dia 29 de maio de 2019, sua equipe perdeu para o Chelsea pelo placar de 4 a 1 na final da Liga Europa da UEFA.

## Carreira no Hóquei no gelo

### Guildford Phoenix
Depois de se aposentar do futebol profissional, Čech foi contratado pelo time de hóquei no gelo Guildford Phoenix da NIHL (National Ice Hockey League) 2 em outubro de 2019.Ele estreou com triunfo nos shootouts após o empate por 2 a 2 com os Wildcats, pela liga britânica..
Na temporada 2021-22, Čech fez doze jogos, com onze terminando em vitória. Ele registrou um percentual de defesas de 93%, com média de 1,73 gol contra por jogo.
Čech encerrou sua passagem  pelo Guildford Phoenix entre 2019 e 2022 com  20 jogos apenas.

### Chelmsford Chieftains
Em 7 de novembro de 2022, Petr Čech foi anunciado pelo Chelmsford Chieftains.
Čech foi nomeado o Homem da Partida em sua estreia, quando os Chieftains venceram o Oxford City Stars por 6-4.

### Oxford City Stars
Em junho de 2023, Petr Čech assinou com o Oxford City Stars da National Ice Hockey League (NIHL) Divisão 1 Sul, a terceira divisão da Grã-Bretanha.
| “                            | Estou muito animado para um novo capítulo com o Oxford City Stars, ouvi coisas boas sobre o clube e estou ansioso para jogar novamente com alguns dos meus ex-companheiros de equipe. Está claro que Oxford tem grandes ambições e espero poder ajudá-los com isso. Pessoalmente, estou ansioso para aproveitar a experiência com o Chelmsford Chieftains na NIHL1 na temporada passada e ajudar a equipe a alcançar novos patamares na próxima temporada. | ” |
| — Čech, em sua apresentação. | |   |

Petr Čech fez sua estreia na derrota por 4 a 2 para o Solent Devils, em casa pela NIHL1.

### Belfast Giants
No início de 2023, Čech participou de um jogo beneficente em Belfast pelos Giants contra o time ucraniano Dnipro Kherson, que arrecadou mais de £ 65.000 para apoiar a continuação do hóquei na Ucrânia.
Em 15 de novembro de 2023, Cech foi anunciado pelo Belfast Giants, ele chegou por empréstimo do Oxford City Stars.

## Seleção Checa
Foi considerado também o melhor goleiro da Eurocopa 2004 em Portugal assim como da Liga dos Campeões da Europa de 2005. Čech não teve grande participação na Copa do Mundo 2006 na Alemanha, devido à surpreendente eliminação precoce da República Checa ainda na primeira fase após uma vitória sobre os Estados Unidos e duas derrotas para Gana e Itália.

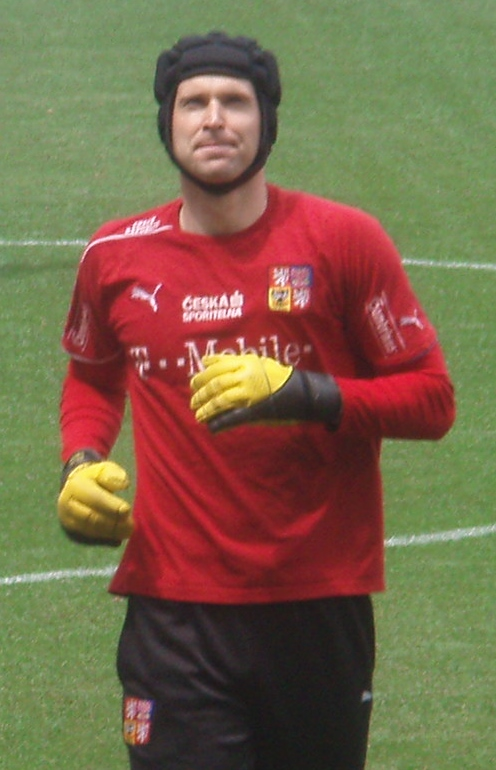
Petr Čech pela Seleção Checa.

Depois de estabelecer-se como o primeiro goleiro da equipa sénior, Čech foi convocado pela Seleção da República Checa para a UEFA Euro 2004. As defesas de Čech ajudaram o progresso da equipe até as semi-finais, onde perderam para os eventuais vencedores, Grécia no gol de prata. Ele foi indicado ao time de estrelas como o melhor goleiro da competição.
A República Tcheca se classificou para a Copa do Mundo de 2006, realizada na Alemanha, e foram colocados no Grupo E, ao lado de Gana, Itália e Estados Unidos. A República Tcheca terminou em terceiro lugar em seu grupo, depois de uma vitória por 3 a 0 contra os Estados Unidos, e duas derrotas contra Gana e Itália, a pontuação foi de três pontos e não se classificou para as fases de mata-mata do torneio.
Em 17 de outubro de 2007, Čech foi capitão da Seleção Checa na Euro de 2008 no Grupo D contra a Alemanha. No primeiro jogo, a República Tcheca venceu a Alemanha por 3 a 0, conquistando uma vaga ao lado de Áustria e Suíça. No último jogo do grupo, Čech sofreu três gols nos 15 minutos finais, como a Turquia superou uma desvantagem de dois gols para eliminarem os tchecos. Čech deixou a bola escapar de suas mãos, permitindo que Nihat Kahveci marcasse o gol de empate da Turquia.
Em 29 de maio de 2012, Čech foi convocado para a Euro de 2012, que teve como país sede Polônia e Ucrânia. A República Tcheca ficou no grupo com a Grécia, Polônia e Rússia. No primeiro jogo a República Tcheca perdeu para a Rússia por 4 a 1, no segundo jogo venceu a Polônia e no terceiro precisava vencer para avançar para próxima fase de mata-mata. Nesse jogo bateu a Grécia por 2 a 1 e se classificou para as quartas de final onde perdeu para Portugal com gol de Cristiano Ronaldo. Čech fez sua 100º partida pela República Tcheca em março de 2013.
No dia 8 de julho de 2016, Petr Čech anunciou sua aposentadoria da Seleção Checa, após 14 anos sendo goleiro titular.

## Família
Čech tem duas irmãs. Markéta, que é mais velha, e Šárka, que tem a mesma idade.Ele nasceu junto com Šárka e um irmão chamado Michal, que morreu após contrair uma infecção no hospital.
Čech é casado com Martina Dolejšová, também de nacionalidade checa, desde junho de 2003. Eles têm uma filha chamada Adéla (nascida em 23 janeiro de 2008) e um filho chamado Damián (nascido em junho de 2009), ambos nascidos na República Tcheca.
Čech é baterista nas horas vagas e fã declarado da banda de rock norte-americana, Foo Fighters.

## Estatísticas

### Seleção
| República Tcheca | República Tcheca | República Tcheca |
| Ano              | Jogos            | Gols             |
| ---------------- | ---------------- | ---------------- |
| 2002             | 7                | 0                |
| 2003             | 8                | 0                |
| 2004             | 13               | 0                |
| 2005             | 10               | 0                |
| 2006             | 10               | 0                |
| 2007             | 8                | 0                |
| 2008             | 9                | 0                |
| 2009             | 7                | 0                |
| 2010             | 6                | 0                |
| 2011             | 10               | 0                |
| 2012             | 10               | 0                |
| 2013             | 8                | 0                |
| 2014             | 6                | 0                |
| 2015             | 6                | 0                |
| 2016             | 6                | 0                |
| Total            | 124              | 0                |

## Títulos
Chelsea
- Liga dos Campeões da UEFA: 2011–12
- Liga Europa da UEFA: 2012–13
- Campeonato Inglês: 2004–05, 2005–06, 2009–10 e 2014–15
- Copa da Inglaterra: 2006–07, 2008–09, 2009–10 e 2011–12
- Copa da Liga Inglesa: 2004–05, 2006–07 e 2014–15
- Supercopa da Inglaterra: 2005 e 2009

Arsenal
- Copa da Inglaterra: 2016–17
- Supercopa da Inglaterra: 2015 e 2017

Seleção Tcheca
- Campeonato Europeu Sub-21: 2002

### Prêmios Individuais
- Melhor Jogador da Eurocopa Sub-21: 2002
- Melhor Goleiro da Ligue 1: 2003–04
- Equipe Ideal da Eurocopa: 2004
- Luva de Ouro da Premier League: 2004–05, 2009–10, 2013–14 e 2015–16
- Equipe do Ano da Premier League: 2004–05 e 2013–14
- Futebolista Checo do Ano: 2005, 2008, 2009, 2010, 2011, 2012, 2013, 2015 e 2016
- Bola de Ouro Checa: 2005, 2006, 2007, 2008, 2010, 2011, 2012, 2013, 2014, 2016, 2017 e 2018
- Melhor Goleiro do Mundo da IFFHS: 2005
- Melhor Goleiro da UEFA: 2005, 2007, 2008 e 2012
- Time do Ano da UEFA: 2005
- Equipe do Ano da European Sports Magazines: 2004–05 e 2005–06
- Jogador de Março da Premier League: 2007
- Jogador do Ano do Chelsea: 2010–11
- Melhor Jogador da Final da Liga dos Campeões da UEFA: 2011–12
- Lendas do Futebol (IFFHS)[109]